# Botella (Einheit)
Die Botella war ein spanisches Volumenmaß in Kolumbien. Das Maß galt als Weinmaß, zumal das Wort mit Flasche übersetzt werden kann.
- 1 Botella = 0,73 Liter